# Novara Calcio 2017-2018
Questa voce raccoglie le informazioni riguardanti il Novara Calcio nelle competizioni ufficiali della stagione 2017-2018.

## Stagione
Per la stagione 2017/2018 il Novara si affida alla guida tecnica di Eugenio Corini, reduce da una breve avventura sulla panchina del Palermo. Gli azzurri dopo un discreto avvio si troveranno presto invischiati nella lotta per non retrocedere, situazione che ha convinto il patron De Salvo a esonerare l'allenatore bresciano poco dopo l'inizio del girone di ritorno. L'arrivo di Domenico Di Carlo in panchina non ha però sortito l'effetto sperato, così il Novara che per tutta la seconda metà della stagione si dovuto aggrappare alle reti di George Pușcaș, arrivato in prestito dall'Inter a gennaio ha firmato 9 reti in 19 partite. Dopo l'ultima vittoria in casa contro il Cesena del 30 marzo, gli azzurri hanno fatto collezione di 6 pareggi e 3 sconfitte nelle ultime 9 giornate, risulta fatale quella subita (0-1) in casa contro la Virtus Entella nell'ultima giornata, che ha condannato con 44 punti il Novara alla retrocessione diretta in Serie C, dopo tre stagioni consecutive nella serie cadetta. Anche l'Entella ha chiuso a 44 punti, agganciando i piemontesi, ma ha usufruito della possibilità di spareggiare con la quint'ultima l'Ascoli, per poter mantenere la categoria, ma il Play-out con due (0-0) ha premiato i bianconeri marchigiani. Breve anche il percorso in Coppa Italia Tim Cup per i biancoazzurri piemontesi, subito estromessi nel secondo turno, stante la sconfitta (1-2) maturata al Piola contro il Piacenza.

## Divise e sponsor
Il fornitore ufficiale di materiale tecnico per la stagione 2017-2018 è Joma, mentre gli sponsor di maglia sono Banca Popolare di Novara (main sponsor), Gruppo Comoli Ferrari (co-sponsor) e Gorgonzola Igor (nel retro sotto la numerazione).
| 1ª divisa | 2ª divisa | 3ª divisa |

## Rosa
Rosa aggiornata al 2 ottobre 2017.
| N. |                        | Ruolo | Calciatore           |
| -- | ---------------------- | ----- | -------------------- |
| 1  | Italia (bandiera)      | P     | Lorenzo Montipò      |
| 2  | Danimarca (bandiera)   | D     | Magnus Troest        |
| 3  | Italia (bandiera)      | D     | Dario Del Fabro      |
| 4  | Italia (bandiera)      | D     | Andrea Mantovani     |
| 5  | Italia (bandiera)      | C     | Federico Casarini    |
| 7  | Italia (bandiera)      | A     | Gianluca Sansone     |
| 8  | Italia (bandiera)      | D     | Marco Chiosa         |
| 9  | Italia (bandiera)      | C     | Daniele Sciaudone    |
| 10 | Italia (bandiera)      | A     | Federico Macheda     |
| 11 | Italia (bandiera)      | A     | Francesco Di Mariano |
| 12 | Italia (bandiera)      | P     | Simone Farelli       |
| 13 | Italia (bandiera)      | D     | Marco Bellich        |
| 14 | Senegal (bandiera)     | D     | Moustapha Beye       |
| 15 | Paesi Bassi (bandiera) | C     | Alessio Da Cruz      |
| 16 | Argentina (bandiera)   | C     | Nicolás Schiavi      |

| N. |                       | Ruolo | Calciatore        |
| -- | --------------------- | ----- | ----------------- |
| 17 | Italia (bandiera)     | C     | Marco Moscati     |
| 18 | Italia (bandiera)     | D     | Angelo Tartaglia  |
| 20 | Brasile (bandiera)    | C     | Ronaldo           |
| 21 | Spagna (bandiera)     | C     | Andrea Orlandi    |
| 22 | San Marino (bandiera) | P     | Elia Benedettini  |
| 24 | Italia (bandiera)     | D     | Lorenzo Dickmann  |
| 25 | Italia (bandiera)     | P     | Filippo Marricchi |
| 26 | Belgio (bandiera)     | A     | Moutir Chajia     |
| 27 | Italia (bandiera)     | D     | Marco Calderoni   |
| 28 | Italia (bandiera)     | P     | Cristiano Ragone  |
| 29 | Italia (bandiera)     | C     | Filippo Nardi     |
| 30 | Italia (bandiera)     | A     | Riccardo Maniero  |
| 31 | Serbia (bandiera)     | D     | Petar Golubović   |
| 32 | Italia (bandiera)     | D     | Davide Bove       |
| 33 | Italia (bandiera)     | D     | Antonio De Vitis  |

## Calciomercato

### Sessione estiva, dal 01/07 al 31/08
| Acquisti | Acquisti            | Acquisti       | Acquisti      |
| R.       | Nome                | da             | Modalità      |
| -------- | ------------------- | -------------- | ------------- |
| P        | Simone Farelli      | Trapani        | definitivo    |
| D        | Germano Armeno      | Matera         | fine prestito |
| D        | Dario Del Fabro     | Juventus       | prestito      |
| D        | Angelo Tartaglia    | Fidelis Andria | fine prestito |
| C        | Alessio Da Cruz     | Twente         | definitivo    |
| C        | Ronaldo             | Lazio          | definitivo    |
| C        | Nicolás Schiavi     | Modena         | fine prestito |
| C        | Daniele Torregrossa | Südtirol       | fine prestito |
| A        | Jacopo Manconi      | Trapani        | fine prestito |
| A        | Riccardo Maniero    | Bari           | definitivo    |
| A        | Emanuele Marra      | Lumezzane      | fine prestito |
| A        | Simone Simeri       | Caratese       | definitivo    |
| C        | Andrei Ioan Cordea  |                |               |
| P        | Filippo Marricchi   | Juventus       | prestito      |
| C        | Marco Moscati       | Livorno        | prestito      |
| D        | Petar Golubovic     | Pisa           | definitivo    |
| C        | Daniele Sciaudone   | Spezia         | definitivo    |

| Cessioni | Cessioni          | Cessioni         | Cessioni       |
| R.       | Nome              | a                | Modalità       |
| -------- | ----------------- | ---------------- | -------------- |
| P        | David Da Costa    | Lugano           | definitivo     |
| P        | Francesco Pacini  | Trapani          | prestito       |
| D        | Krisztián Adorján | Partizani Tirana | prestito       |
| D        | Philippe Koch     | San Gallo        | definitivo     |
| C        | Tomasz Kupisz     | Chievo           | fine prestito  |
| C        | Ransford Selasi   | Pescara          | fine prestito  |
| C        | Francesco Bolzoni | Spezia           | definitivo     |
| A        | Simone Corazza    |                  | fine contratto |
| A        | Andrej Gălăbinov  | Genoa            | definitivo     |
| A        | Antonio Lukanovic | Catanzaro        | prestito       |
| A        | Hicham Kanis      | Catanzaro        | prestito       |
| A        | Jacopo Manconi    | Carpi            | prestito       |

## Risultati

### Serie B

#### Girone di andata
| Arbitro: | Balice (Termoli) |

|            |           |  |
| Malcore 4’ | Marcatori |  |

| Arbitro: | Martinelli (Roma) |

|  |           |             |
|  | Marcatori | 21’ Barillà |

| Arbitro: | Marini (Roma) |

|                 |           |                  |
| Lores Varela 6’ | Marcatori | 39’, 50’ Da Cruz |

| Arbitro: | Nasca (Bari) |

|                |           |  |
| Di Mariano 94’ | Marcatori |  |

| Arbitro: | Pinzani (Empoli) |

|               |           |  |
| Marilungo 12’ | Marcatori |  |

| Arbitro: | Saia (Palermo) |

|             |           |                    |
| Maniero 89’ | Marcatori | 13’, 29’ Ardemagni |

| Arbitro: | Serra (Torino) |

|                                |           |                          |
| Mazzeo 45+6’ (rig.) Fedato 59’ | Marcatori | 31’ Moscati 84’ Dickmann |

| Arbitro: | Pezzuto (Lecce) |

|                                |           |             |
| Chajia 51’ Beghetto 66’ (aut.) | Marcatori | 87’ Soddimo |

| Arbitro: | Piccinini (Forlì) |

|  |           |                |
|  | Marcatori | 68’ Di Mariano |

| Arbitro: | Illuzzi (Molfetta) |

|  |           |                  |
|  | Marcatori | 57’, 70’ Moscati |

| Arbitro: | Ghersini (Genova) |

|                              |           |                             |
| Da Cruz 38’ Di Mariano 90+3’ | Marcatori | 17’ Gatto 57’, 64’ Sprocati |

| Arbitro: | Minelli (Varese) |

|                               |           |                        |
| Jallow 45+1’ Scognamiglio 59’ | Marcatori | 57’ Chajia 77’ Macheda |

| Arbitro: | Sacchi (Macerata) |

|  |           |           |
|  | Marcatori | 56’ Morra |

| Arbitro: | Marini (Roma) |

|             |           |             |
| Valjent 76’ | Marcatori | 73’ Da Cruz |

| Arbitro: | Pillitteri (Palermo) |

|               |           |                              |
| Maniero 90+7’ | Marcatori | 48’ Petriccione 90’ Anderson |

| Arbitro: | Rapuano (Rimini) |

|               |           |                                        |
| Falzerano 67’ | Marcatori | 30’ Da Cruz 37’ Dickmann 90+3’ Macheda |

| Arbitro: | Abbattista (Molfetta) |

|            |           |          |
| Troest 54’ | Marcatori | 78’ Zajc |

| Arbitro: | Fourneau (Roma) |

|                    |           |              |
| Claiton 94’ (rig.) | Marcatori | 42’ Scappini |

| Arbitro: | Illuzzi (Molfetta) |

|             |           |  |
| Brugman 21’ | Marcatori |  |

| Arbitro: | Nasca (Bari) |

|             |           |           |
| Maniero 46’ | Marcatori | 79’ Cerri |

| Arbitro: | Giua (Olbia) |

|                           |           |              |
| De Luca 58’ La Mantia 80’ | Marcatori | 12’ Dickmann |

#### Girone di ritorno
| Arbitro: | La Penna (Roma) |

|             |           |  |
| Moscati 43’ | Marcatori |  |

| Arbitro: | Saia (Palermo) |

|                                      |           |  |
| Lucarelli 42’ Calaiò 46’ Scavone 78’ | Marcatori |  |

| Arbitro: | Sacchi (Macerata) |

|            |           |                              |
| Pușcaș 28’ | Marcatori | 33’ Buzzegoli 36’ Monachello |

| Arbitro: | Piccinini (Forlì) |

|               |           |                        |
| Strizzolo 43’ | Marcatori | 11’, 55’, 90+5’ Pușcaș |

| Arbitro: | Di Martino (Teramo) |

|            |           |           |
| Pușcaș 24’ | Marcatori | 38’ Forte |

| Arbitro: | Pezzuto (Lecce) |

|                  |           |               |
| Gavazzi 35’, 75’ | Marcatori | 49’ Calderoni |

| Arbitro: | Ros (Pordenone) |

|  |           |           |
|  | Marcatori | 12’ Kragl |

| Arbitro: | Baroni (Firenze) |

|           |           |  |
| Citro 24’ | Marcatori |  |

| Arbitro: | Chiffi (Padova) |

|                           |           |            |
| Puscas 50’ G. Sansone 58’ | Marcatori | 32’ Bisoli |

| Arbitro: | Serra (Torino) |

|                         |           |                           |
| Puscas 8’ Sciaudone 90’ | Marcatori | 48’ Rispoli 56’ La Gumina |

| Arbitro: | Di Paolo (Avezzano) |

|          |           |  |
| Tuia 61’ | Marcatori |  |

| Arbitro: | Nasca (Bari) |

|             |           |  |
| Maniero 81’ | Marcatori |  |

| Vercelli 8 aprile 2018, ore 17:30 CEST 34ª giornata | Pro Vercelli      | 0 – 0 referto | Novara | Stadio Silvio Piola (4 087 spett.)\| Arbitro: \| Ghersini (Genova) \| |
| Arbitro:                                            | Ghersini (Genova) |               |        |                                                                       |

| Arbitro: | Rapuano (Rimini) |

|  |           |                               |
|  | Marcatori | 34’, 60’ Carretta 57’ Favalli |

| Arbitro: | Marini (Roma) |

|                  |           |            |
| Floro Flores 62’ | Marcatori | 45’ Puscas |

| Arbitro: | Fourneau (Roma) |

|              |           |                                |
| Casarini 17’ | Marcatori | 43’, 81’ Marsura 62’ Bruscagin |

| Arbitro: | Illuzzi (Molfetta) |

|            |           |              |
| Caputo 36’ | Marcatori | 45+4’ Puscas |

| Arbitro: | Abbattista (Molfetta) |

|             |           |             |
| Claiton 69’ | Marcatori | 52’ Macheda |

| Arbitro: | Piccinini (Forlì) |

|             |           |              |
| Moscati 31’ | Marcatori | 53’ Valzania |

| Arbitro: | Ros (Pordenone) |

|           |           |             |
| Volta 22’ | Marcatori | 65’ Moscati |

| Arbitro: | Chiffi (Padova) |

|  |           |           |
|  | Marcatori | 68’ Crimi |

### Coppa Italia

#### Turni eliminatori

##### Secondo Turno
| Arbitro: | Ghersini (Genova) |

|               |           |                               |
| Macheda 90+4’ | Marcatori | 41’ Pederzoli 72’ T. Morosini |

## Statistiche

### Statistiche di squadra
| Competizione | Punti         | In casa | In casa | In casa | In casa | In casa | In casa | In trasferta | In trasferta | In trasferta | In trasferta | In trasferta | In trasferta | Totale | Totale | Totale | Totale | Totale | Totale | D.R. |
| Competizione | Punti         | G       | V       | N       | P       | GF      | GS      | G            | V            | N            | P            | GF           | GS           | G      | V      | N      | P      | GF     | GS     | D.R. |
| ------------ | ------------- | ------- | ------- | ------- | ------- | ------- | ------- | ------------ | ------------ | ------------ | ------------ | ------------ | ------------ | ------ | ------ | ------ | ------ | ------ | ------ | ---- |
| Serie B      | 44            | 21      | 5       | 6       | 10      | 20      | 28      | 21           | 5            | 8            | 8            | 22           | 24           | 42     | 10     | 14     | 18     | 42     | 52     | - 10 |
| Coppa Italia | Secondo Turno | 1       | 0       | 0       | 1       | 1       | 2       | 0            | 0            | 0            | 0            | 0            | 0            | 1      | 0      | 0      | 1      | 1      | 2      | - 1  |
| Totale       | 44            | 22      | 5       | 6       | 11      | 21      | 30      | 21           | 5            | 8            | 8            | 22           | 24           | 43     | 10     | 14     | 19     | 43     | 54     | - 11 |

### Andamento in campionato
| Giornata  | 1  | 2  | 3  | 4  | 5  | 6  | 7  | 8  | 9  | 10 | 11 | 12 | 13 | 14 | 15 | 16 | 17 | 18 | 19 | 20 | 21 | 22 | 23 | 24 | 25 | 26 | 27 | 28 | 29 | 30 | 31 | 32 | 33 | 34 | 35 | 36 | 37 | 38 | 39 | 40 | 41 | 42 |
| --------- | -- | -- | -- | -- | -- | -- | -- | -- | -- | -- | -- | -- | -- | -- | -- | -- | -- | -- | -- | -- | -- | -- | -- | -- | -- | -- | -- | -- | -- | -- | -- | -- | -- | -- | -- | -- | -- | -- | -- | -- | -- | -- |
| Luogo     | C  | T  | C  | T  | C  | T  | C  | T  | C  | T  | C  | T  | C  | T  | C  | T  | C  | T  | C  | T  | C  | T  | C  | T  | C  | T  | C  | T  | C  | T  | C  | T  | C  | T  | C  | T  | C  | T  | C  | T  | C  | T  |
| Risultato | P  | P  | V  | V  | P  | P  | N  | V  | V  | V  | P  | N  | P  | N  | P  | V  | N  | N  | P  | N  | P  | V  | P  | P  | V  | N  | P  | P  | P  | V  | N  | P  | V  | N  | P  | N  | P  | N  | N  | N  | N  | P  |
| Posizione | 16 | 16 | 15 | 15 | 15 | 15 | 14 | 14 | 14 | 14 | 13 | 14 | 15 | 14 | 15 | 15 | 15 | 16 | 14 | 15 | 15 | 16 | 16 | 16 | 16 | 15 | 15 | 16 | 16 | 16 | 15 | 16 | 15 | 14 | 15 | 15 | 16 | 17 | 17 | 17 | 17 | 20 |

Legenda:

Luogo: C = Casa; T = Trasferta. Risultato: V = Vittoria; N = Pareggio; P = Sconfitta.